# سناحة هادئة
سناحة هادئة (الاسم العلمي: Diaea placata)، نوع من جنس السناحة وفصيلة الذوطيات. متوطنة في سريلانكا.